# Charles-Étienne Chrétien
Pour les articles homonymes, voir Chrétien.
Charles-Étienne Chrétien, né le 16 juin 1999 à Amos au Québec, est un coureur cycliste canadien.

## Biographie
Charles-Étienne Chrétien commence le cyclisme à l'âge de sept ans par le VTT, dans sa région natale de Québec. 
En catégorie juniors (moins de 19 ans), il devient notamment champion du Canada sur route en 2017. Il réalise également de bonnes performances sur le Tour de l'Abitibi, et participe à deux reprises aux championnats du monde. 
En 2018, il intègre l'équipe continentale Silber pour ses débuts espoirs (moins de 23 ans). Avec la sélection nationale canadienne, il se fait notamment remarquer lors du Grand Prix cycliste de Montréal en participant à la première échappée du jour, avant d'abandonner. L'année suivante, il rejoint l'équipe continentale asiatique Interpro Cycling Academy. Il est ensuite recruté par la formation américaine Aevolo en 2020. Dans une saison perturbée par la pandémie de Covid-19, il participe au Herald Sun Tour, qu'il termine à la douzième place. 
En 2022, Charles-Étienne décroche son premier contrat professionnel avec l'équipe Human Powered Health. 

## Palmarès
- 2016
  - 3e du championnat du Canada du critérium juniors
- 2017
  -  Champion du Canada sur route juniors
  - Calabogie Road Classic juniors
  - 2e étape de la Green Mountain Stage Race juniors
  - 2e du championnat du Canada du contre-la-montre juniors
  - 2e du championnat du Canada du critérium juniors
- 2021
  - Mémorial José María Anza
  - San Gregorio Saria
  - 2e du Gran Premio San Antonio
  - 3e de la Subida a Urraki
- 2023
  -  Médaillé de bronze du championnat panaméricain sur route

## Classements mondiaux
| Année                                 | 2020  | 2021 | 2022  | 2023 |
| ------------------------------------- | ----- | ---- | ----- | ---- |
| Classement mondial                    | 1443e | nc   | 2511e | 508e |
| UCI America Tour                      | 127e  | nc   | 429e  | 46e  |
|                                       |       |      |       |      |
| Légende : nc = non classéSource : UCI |       |      |       |      |